# Championnat d'Europe féminin de basket-ball en fauteuil roulant 2021
Pour un article plus général, voir Championnat d'Europe de basket-ball en fauteuil roulant.
Cet article traite de l'épreuve féminine. Pour la compétition masculine, voir Championnat d'Europe masculin de basket-ball en fauteuil roulant 2021.
Navigation
Édition précédente Édition suivante
Le championnat d'Europe de basket-ball en fauteuil roulant féminin 2021, ou IWBF European Wheelchair Basketball Championship for Women division A (ECWA) 2021, est le championnat d'Europe féminin d'handibasket de première division (appelée Division A), organisé par l'IWBF Europe.
La compétition a lieu à Madrid, en même temps que la compétition masculine. Les Pays-Bas, aussi championnes du Monde et championnes paralympiques en titre, sont les doubles tenantes du titre (2017 et 2019).
Une partie du staff de la Grande-Bretagne, incluant l'entraineur, est obligée de s'isoler au cours du tour préliminaire en raison de cas positifs au Covid-19, sans pour autant empêcher la poursuite de la compétition. Mais la situation dégénère et l'équipe déclare forfait à l'issue de sa demi-finale.
Les Pays-Bas conservent ainsi leur titre de championnes d'Europe. La Grande-Bretagne se voit tout de même attribuer la médaille d'argent, la deuxième consécutive, et pour la première fois de l'histoire l'Allemagne ne monte pas sur le podium, s'inclinant face à l'Espagne dans le match pour la médaille de bronze (seul match pour une médaille effectivement disputé lors de ces championnats d'Europe, compétitions masculine et féminine confondues).

## Compétition
La compétition réunit de nouveau les six sélections nationales du dernier championnat d'Europe. 
| Sélection       | Classement Euro 2019 | Classement Jeux para. 2020 |
| --------------- | -------------------- | -------------------------- |
| Pays-Bas        | 1                    | 1                          |
| Grande-Bretagne | 2                    | 7                          |
| Allemagne       | 3                    | 4                          |
| Espagne         | 4                    | 8                          |
| France          | 5                    | -                          |
| Turquie         | 6                    | -                          |

### Tour préliminaire
Les quatre premières équipes sont qualifiées pour les demi-finales.
| # | Équipe          | Pts | G | P | Pm  | Pe  | Diff | Dép | Moy   |
| - | --------------- | --- | - | - | --- | --- | ---- | --- | ----- |
| 1 | Pays-Bas        | 10  | 5 | 0 | 372 | 163 | +209 |     | 74-33 |
| 2 | Grande-Bretagne | 8   | 3 | 2 | 312 | 198 | +114 | +9  | 62-40 |
| 3 | Allemagne       | 8   | 3 | 2 | 252 | 198 | +54  | +8  | 50-40 |
| 4 | Espagne         | 8   | 3 | 2 | 285 | 220 | +65  | -17 | 57-44 |
| 5 | France          | 6   | 1 | 4 | 139 | 331 | -192 |     | 28-66 |
| 6 | Turquie         | 5   | 0 | 5 | 90  | 340 | -250 |     | 18-68 |

| 5 décembre | Grande-Bretagne | 85 - 16 | France          |
| 5 décembre | Pays-Bas        | 63 - 35 | Allemagne       |
| 5 décembre | Espagne         | 80 - 11 | Turquie         |
| 6 décembre | Allemagne       | 55 - 34 | Espagne         |
| 6 décembre | France          | 28 - 81 | Pays-Bas        |
| 6 décembre | Turquie         | 12 - 78 | Grande-Bretagne |
| 7 décembre | Pays-Bas        | 74 - 44 | Grande-Bretagne |
| 7 décembre | Espagne         | 76 - 26 | France          |
| 7 décembre | Allemagne       | 56 - 27 | Turquie         |
| 8 décembre | France          | 21 - 66 | Allemagne       |
| 8 décembre | Pays-Bas        | 78 - 17 | Turquie         |
| 8 décembre | Grande-Bretagne | 52 - 56 | Espagne         |
| 9 décembre | Turquie         | 23 - 48 | France          |
| 9 décembre | Espagne         | 39 - 76 | Pays-Bas        |
| 9 décembre | Allemagne       | 40 - 53 | Grande-Bretagne |

### Play-offs
Les quatre premières équipes du tour préliminaire se retrouvent dans un tableau à élimination directe pour jouer le titre. Les deux dernières se rencontrent dans un match de classement direct pour la 5e place.

#### Tableau
|  | Demi-finales        | Demi-finales        |              |    | Finale      | Finale      |
|  | Demi-finales        | Demi-finales        |              |    | Finale      | Finale      |
|  |                     |                     |              |    |             |             |
|  | 10 décembre         | 10 décembre         |              |    | 12 décembre | 12 décembre |
|  | 10 décembre         | 10 décembre         |              |    | 12 décembre | 12 décembre |
|  | (1) Pays-Bas        | 68                  |              |    | 12 décembre | 12 décembre |
|  | (1) Pays-Bas        | 68                  |              |    | 12 décembre | 12 décembre |
|  | (4) Espagne         | 33                  |              |    | 12 décembre | 12 décembre |
|  | (4) Espagne         | 33                  | (1) Pays-Bas |    |             |             |
|  | 10 décembre         |                     |              |    |             |             |
|  |                     | (2) Grande-Bretagne | F            |    |             |             |
|  | (2) Grande-Bretagne | (2) Grande-Bretagne | F            | 58 |             |             |
|  | (2) Grande-Bretagne |                     |              | 58 |             |             |
|  | (3) Allemagne       | 51                  |              |    |             |             |
|  | (3) Allemagne       | 51                  | 3e place     |    |             |             |
|  |                     |                     |              |    |             |             |
|  | 12 décembre         |                     |              |    |             |             |
|  |                     |                     |              |    |             |             |
|  | (4) Espagne         | 58                  |              |    |             |             |
|  | (4) Espagne         | 58                  |              |    |             |             |
|  | (3) Allemagne       | 40                  |              |    |             |             |
|  | (3) Allemagne       | 40                  |              |    |             |             |

|  | 5e place 10 décembre |    |
|  |                      |    |
|  |                      |    |
|  |                      |    |
|  | (5) France           | 42 |
|  | (5) France           | 42 |
|  | (6) Turquie          | 35 |
|  | (6) Turquie          | 35 |

#### Match pour la cinquième place
| 10 décembre 2021 13h15 | Stats | France                                                        | 42-35                    | Turquie                                        |  | Centro Deportivo municipal Marques de Samaranch, Barajas Madrid Affluence : 30 |
| 10 décembre 2021 13h15 | Stats | Score par quart-temps : 8-8, 14-11, 10-11, 10-5               |                          |                                                |  | Centro Deportivo municipal Marques de Samaranch, Barajas Madrid Affluence : 30 |
| 10 décembre 2021 13h15 | Stats | Score par mi-temps : 22-19, 20-16                             |                          |                                                |  | Centro Deportivo municipal Marques de Samaranch, Barajas Madrid Affluence : 30 |
| 10 décembre 2021 13h15 | Stats | Angélique Pichon, 14 Angélique Pichon, 17 Angélique Pichon, 3 | Points Rebonds Passes d. | Rabía Akyürek, 12 Meryem Tan, 13 Tan, Çakir, 4 |  | Centro Deportivo municipal Marques de Samaranch, Barajas Madrid Affluence : 30 |

#### Troisième place
| 12 décembre 2021 10h00 12h30 | Stats | Espagne                                                            | 58-40                    | Allemagne                                                |  | Centro Deportivo Municipal Francisco Fernández Ochoa, San Blas Madrid Affluence : 345 |
| 12 décembre 2021 10h00 12h30 | Stats | Score par quart-temps : 16-8, 12-10, 14-15, 16-7                   |                          |                                                          |  | Centro Deportivo Municipal Francisco Fernández Ochoa, San Blas Madrid Affluence : 345 |
| 12 décembre 2021 10h00 12h30 | Stats | Score par mi-temps : 28-18, 30-22                                  |                          |                                                          |  | Centro Deportivo Municipal Francisco Fernández Ochoa, San Blas Madrid Affluence : 345 |
| 12 décembre 2021 10h00 12h30 | Stats | Isabel López Chávez, 20 Isabel López Chávez, 8 Beatriz Zudaire, 11 | Points Rebonds Passes d. | Katharina Lang, 14 Katharina Lang, 13 Lisa Bergenthal, 5 |  | Centro Deportivo Municipal Francisco Fernández Ochoa, San Blas Madrid Affluence : 345 |

#### Finale
Après avoir noté l'apparition d'un cas positif au Covid-19 et l'avoir isolé au cours du premier tour, la Grande-Bretagne déclare forfait pour la finale dès le soir de sa demi-finale, soit près de deux jours avant la finale, en raison d'une multiplication des cas dans son effectif.
| 12 décembre 2021 16h00 10h00 |  | Pays-Bas | 20-0 | Grande-Bretagne |  | Centro Deportivo Municipal Francisco Fernández Ochoa, San Blas Madrid |

## Classement final
| Place                      | Équipe          |
| -------------------------- | --------------- |
| Médaille d'or, Europe      | Pays-Bas        |
| Médaille d'argent, Europe  | Grande-Bretagne |
| Médaille de bronze, Europe | Espagne         |
| 4                          | Allemagne       |
| 5                          | France          |
| 6                          | Turquie         |

- Équipes ayant obtenu leur qualification pour le championnat du Monde 2022

## Statistiques
Les principales catégories statistiques sont toutes dominées par des joueuses des trois principales nations européennes. La Néerlandaise Bo Kramer termine meilleure marqueuse du championnat avec 135 points (soit 22,5 points par match), devant sa compatriote Mariska Beijer (112 points, soit 18,7 par match) et l'Allemande Katharina Lang (108 points, soit 15,4 par match). Cette dernière finit meilleue rebondeuse avec 97 prises (soit 13,9 rebonds par match). La Britannique Helen Freeman termine meilleure passeuse (40 passes décisives, soit 6,7 par match) et sa compatriote Joy Haizelden meilleure interceptrice avec un total de 17 (soit 2,8 interceptions par match).

## Récompenses: all-star five
- Charlotte Moore (1.0)
- Jitske Visser (1.0)
- Beatriz Zudaire (3.0)
- Mariska Beijer (4.0)
- Marion Blais (4.5)